# São José da Boa Vista
São José da Boa Vista est une municipalité brésilienne située dans l'État du Paraná.